# Chatterton
Chatterton és una òpera en tres actes composta per Ruggero Leoncavallo sobre un llibret italià del mateix compositor, basat en un drama d'Alfred de Vigny sobre la vida del poeta Thomas Chatterton. S'estrenà al Teatro Drammatico Nazional de Roma el 10 de març de 1896.

## Origen i context
Chatterton és un drama d'Alfred de Vigny amb el qual Ruggero Leoncavallo va sorprendre el públic romà quan la va donar a conèixer el 1896 sent ja universalment famós pel seu cèlebre Pagliacci. En efecte, aquí el compositor napolità recupera un llenguatge rabiosament romàntic (el llibret del mateix Leoncavallo l'havia redactat molt temps enrere, als vint anys), d'acord amb el contingut de l'obra en la qual es relata l'amor impossible i el suïcidi d'aquell poeta anglès que viu en un món de somnis i que sucumbeix davant la crua realitat que el rodeja.	